# سالمنکاللیو
سالْمِنْکالْلیو (به فنلاندی: Salmenkallio) یک منطقهٔ مسکونی در فنلاند است که در اوسترسوندوم واقع شده‌است. سالمنکاللیو ۴۰ نفر جمعیت دارد.